# ناصر القدوة
«محمد ناصر» جرير نعمان القدوة (16 أبريل 1953-) هو سياسي ودبلوماسي فلسطيني، ولد في غزة، وهو ابن أخت الرئيس الراحل ياسر عرفات، ورئيس مجلس إدارة مؤسسة عرفات منذ تأسيسها، وحصل على شهادة طب الأسنان من جامعة القاهرة عام 1979. عُين وزيراً للخارجية الفلسطينية منذ إبريل 2003، وحتى 2005 في حكومة أحمد قريع.

## حياته المهنية
ولد ناصر القدوة في مدينة خانيونس، درس المرحلتين الأساسية والثانوية في مدارس ليبيا ومصر ونال درجة البكالوريوس في طب الأسنان من جامعة القاهرة، إنضم إلى حركة فتح في عام 1969 وشارك في فعالياتها الوطنية وكان ناشطاً طلابياً داخل الإتحاد العام لطلبة فلسطين، وأنتخب عضواً في المجلس المركزي لمنظمة التحرير الفلسطينية عام 1981 وحتى عام 1986 وقد شغل مناصب سياسة ودبلوماسية عدة منها:
- بدأ القدوة عمله الدبلوماسي منذ عام 1986، حيث عينه ياسر عرفات مساعدا للمثل الدائم لمنظمة التحرير الفلسطينية زهدي ترزي، وقد حل مكانه في عام 1991، وحتى عام 2003. وقد ساهم القدوة وبشكل فاعل، في تحريك قضية ضد الجدار العازل الإسرائيلي في الأمم المتحدة، حيث نتج عن هذه الجهود قرار محكمة العدل الدولية في لاهاي بعدم شرعية الجدار، ووجوب تعويض المتضررين الفلسطينيين منه
- إختاره الأمين العام للجامعة العربية نبيل العربي نائباً ومساعداً للأمين العام السابق للأمم المتحدة كوفي أنان, وأن يكون مبعوثاً مشتركاً للأمم المتحدة والجامعة العربية إلى سوريا.[4]
- عُيِّن وزيرا للخارجية بين عامي (2003 – 2005).[5][6]
- أُختير عضوا في المجلس الوطني ممثلا عن الاتحاد عام 1975، وكان رئيسا للهيئة الإدارية للاتحاد عام 1982.
- عضواً في الهيئة الإدارية لجمعية الهلال الأحمر الفلسطيني عام 1980.
- عضواً مراقبا في المجلس الثوري لفتح عام 1981، ثم عضوا كامل عام 1989.
- عضواً في المجلس المركزي لمنظمة التحرير بين عامي (1981- 1986) و(2009-2021).
- عضواً في اللجنة المركزية لحركة فتح في مؤتمرها العام السادس المنعقد في مدينة بيت لحم عام 2009، ثم أعيد اختياره في المؤتمر العام السابع لفتح المنعقد في رام الله عام 2016.
- كان رئيساً لمجلس إدارة مؤسسة ياسر عرفات (مقرها في رام الله) بين عامي (2007- 2021).

## صدر له
له مقالات منها:
- إدارة بايدن والصراع الإسرائيلي - الفلسطيني.

- مرة أخرى .. الدولة الوطنية والثبات عليها هو الأساس.

- القضية الفلسطينية والحالة العربية.

- الجرائم الإسرائيلية سويةً.

## خلافه مع حركة فتح وفصله
على إثر قرار إجراء الإنتخابات التشريعية في أيار 2021 قبل أن يقرر الرئيس عباس تأجيلها شكّل ناصر القدوة الملتقى الوطني الديمقراطي لدخول الانتخابات بشكل مستقل خارج قوائم الحركة، أصدرت اللجنة المركزية لحركة فتح قرار ينص .
"رام الله 11-3-2021 وفا- قررت اللجنة المركزية لحركة فتح، فصل ناصر القدوة من عضويتها ومن الحركة بناء على قرارها الصادر عن جلستها بتاريخ 8-3-2021، والذي نص على فصله، على أن يعطى 48 ساعة للتراجع عن مواقفه المعلنة المتجاوزة للنظام الداخلي للحركة وقراراتها والمس بوحدتها. وأضافت مركزية فتح في بيان، اليوم الخميس، بعد فشل الجهود كافة التي بذلت معه من الاخوة المكلفين بذلك، وإلتزاماً بالنظام الداخلي، وبقرارات الحركة، وحفاظاً على وحدتها فإنها تعتبر قرارها بفصله نافذاً من تاريخه".